# Розато, Этторе
Этторе Розато (итал. Ettore Rosato; род. 28 июля 1968, Триест) — итальянский политик.

## Биография
Родился 28 июля 1968 года в Триесте. В 1987 году окончил в Триесте техническое училище, затем работал в Banca Commerciale Italiana и в Assicurazioni Generali. В 1987 году избран депутатом совета провинции Триест, в 2003 году избран от партии «Маргаритка» в региональный совет Фриули — Венеции-Джулии и в Палату депутатов.
В 2006—2008 годах занимал должность младшего статс-секретаря Министерства внутренних дел, курируя вопросы противопожарной охраны, гражданской обороны, противодействия рэкету и ростовщичеству. В 2008, 2013 и 2018 годах переизбран в Палату депутатов от Демократической партии, с 2008 по 2013 год — казначей партийной фракции, с 2015 года — лидер фракции, в 2018 году избран заместителем председателя Палаты.
26 октября 2017 года Сенат утвердил одобренный ранее нижней палатой проект нового избирательного закона, получивший в итальянской прессе обиходное название «Розателлум», поскольку его основным разработчиком являлся Этторе Розато.
19 сентября 2019 года в Палате депутатов зарегистрирована фракция новой партии бывшего премьер-министра Маттео Ренци Италия Вива численностью 26 человек, в которую вошёл и Этторе Розато, одновременно избранный национальным координатором ИВ.
1 октября 2023 года объявил о выходе из «Италия Вива», выразив несогласие с политическим курсом Ренци (по словам Розато, «нельзя только нападать и не вести диалог с Вперёд, Италия и умеренными из Демократической партии»).